# Eparchie Iskanderiya
Die Eparchie Iskanderiya (lateinisch Eparchia Alexandrina Armenorum) ist eine in Ägypten und Sudan gelegene Eparchie der armenisch-katholischen Kirche mit Sitz in Kairo.

## Geschichte
Die armenische Katholiken sind in Ägypten seit der ersten Hälfte des achtzehnten Jahrhunderts, besonders in den Städten Alexandria und Kairo, vertreten.
Papst Leo XIII. gründete sie im Jahre 1885, als er die Gerichtsbarkeit für die armenischen Katholiken in Ägypten und Sudan dem Apostolischen Vikariat Ägypten weg nahm.

## Eparchen
- Paul Acderian (1850–1866)
- Barnabé Akscheislian (2. Mai 1886–16. Mai 1898)
- Boghos Sabbaghian (28. August 1901–4. August 1904, dann Patriarch von Kilikien)
- Pietro Kojunian (26. Februar 1907–17. März 1911), dann „Ordinarius für die Armenier in Rom“
- Jean Couzian ICPB (27. August 1911–6. Mai 1933)
- Jacques Nessimian (5. August 1933–2. Juli 1960)
- Raphaël Bayan (2. Juli 1960–9. März 1989)
- Nerses Tarmouni (21. August 1989–7. Oktober 1999, dann Patriarch von Kilikien)
- Krikor-Okosdinos Coussa (seit 9. September 2003)

## Statistik
| Jahr | Bevölkerung | Bevölkerung | Bevölkerung | Priester     | Priester         | Priester       | Priester               | Ständige Diakone | Ordensleute  | Ordensleute      | Pfarreien |
| Jahr | Katholiken  | Einwohner   | %           | Gesamtanzahl | Diözesanpriester | Ordenspriester | Katholiken je Priester | Ständige Diakone | Ordensbrüder | Ordensschwestern |           |
| ---- | ----------- | ----------- | ----------- | ------------ | ---------------- | -------------- | ---------------------- | ---------------- | ------------ | ---------------- | --------- |
| 1969 | 25.000      |             |             | 4            | 4                |                | 6.250                  |                  |              |                  | 2         |
| 1980 | 2.250       |             |             | 3            | 1                | 2              | 750                    |                  | 2            | 8                | 3         |
| 1990 | 200.000     |             |             | 2            | 1                | 1              | 100.000                |                  | 1            | 6                | 3         |
| 2000 | 1.276       |             |             | 1            | 1                |                | 1.276                  |                  |              | 5                | 3         |
| 2006 | 6.000       |             |             | 3            | 3                |                | 2.000                  |                  |              | 4                | 4         |
| 2009 | 6.500       |             |             | 1            | 1                |                | 6.500                  |                  |              | 5                | 4         |
| 2016 | 6.500       |             |             | 1            | 1                |                | 6.500                  |                  |              | 4                | 4         |
| 2023 | 9.153       |             |             | 2            | 1                | 1              | 4.576                  |                  | 1            | 2                | 4         |